# Mikkel Larsen
Mikkel Langager Larsen (Copenaghen, 10 novembre 1972) è un ex cestista danese.